# Andreas Kappeler
Andreas Kappeler (ur. 20 września 1943 w Winterthur) – szwajcarski historyk, badacz dziejów Europy Wschodniej. 

## Życiorys
Absolwent uniwersytetów w Zurychu i Wiedniu. Doktorat w 1969 (Ivan Groznyj im Spiegel der ausländischen Druckschriften seiner Zeit. Ein Beitrag zur Geschichte des westlichen Rußlandbildes) na Uniwersytecie w Zurychu. Habilitacja w 1979 dotyczyła grup narodowych i etnicznych żyjących nad Wołgą (Rußlands erste Nationalitäten. Das Zarenreich und die Völker der Mittleren Wolga vom 16. bis 19. Jahrhundert). Od 1982 roku profesor na Uniwersytecie w Kolonii, od 1998 do 2011 na Uniwersytecie w Wiedniu. Członek Ukraińskiej Akademii Nauk i Austriackiej Akademii Nauk. Zajmuje się różnymi aspektami dziejów imperialnej Rosji carskiej. Swoje badania skupia głównie na historii narodowościowej i etnicznej. Jest uznanym specjalistą od historii muzułmanów w Rosji i Azji Środkowej. Jako jeden z pierwszych niemieckojęzycznych historyków zajął się historią Ukrainy. 

## Wybrane publikacje
- Ivan Groznyj im Spiegel der ausländischen Druckschriften seiner Zeit. Ein Beitrag zur Geschichte des westlichen Rußlandbildes Lang, Bern/Frankfurt am Main 1972, ISBN 3-261-00432-0
- Rußlands erste Nationalitäten. Das Zarenreich und die Völker der Mittleren Wolga vom 16. bis 19. Jahrhundert (= Beiträge zur Geschichte Osteuropas. Bd. 14). Böhlau, Köln/Wien 1981, ISBN 3-412-03481-9
- Rußland als Vielvölkerreich. Entstehung, Geschichte, Zerfall. Beck, München 1992, ISBN 3-406-36472-1
- Kleine Geschichte der Ukraine. Beck, München 1994, ISBN 3-406-37449-2
- Russische Geschichte. Beck, München 1997, ISBN 3-406-41876-7
- Der schwierige Weg zur Nation. Beiträge zur neueren Geschichte der Ukraine (= Wiener Archiv für Geschichte des Slawentums und Osteuropas. Bd. 20). Böhlau, Wien/Köln/Weimar 2003, ISBN 3-205-77065-X.
- “Great Russians” and “Little Russians”: Russian-Ukrainian Relations and Perceptions in Historical Perspective. University of Washington, Washington 2003.
- (redakcja) Die Ukraine. Prozesse der Nationsbildung Böhlau, Wien / Köln / Weimar 2011, ISBN 978-3-412-20659-8
- Russland und die Ukraine. Verflochtene Biographien und Geschichten. Böhlau, Wien/Köln/Weimar 2012, ISBN 978-3-205-78775-4.
- Die Kosaken. Geschichte und Legenden Beck, München 2013, ISBN 978-3-406-64676-8.